# Kapre

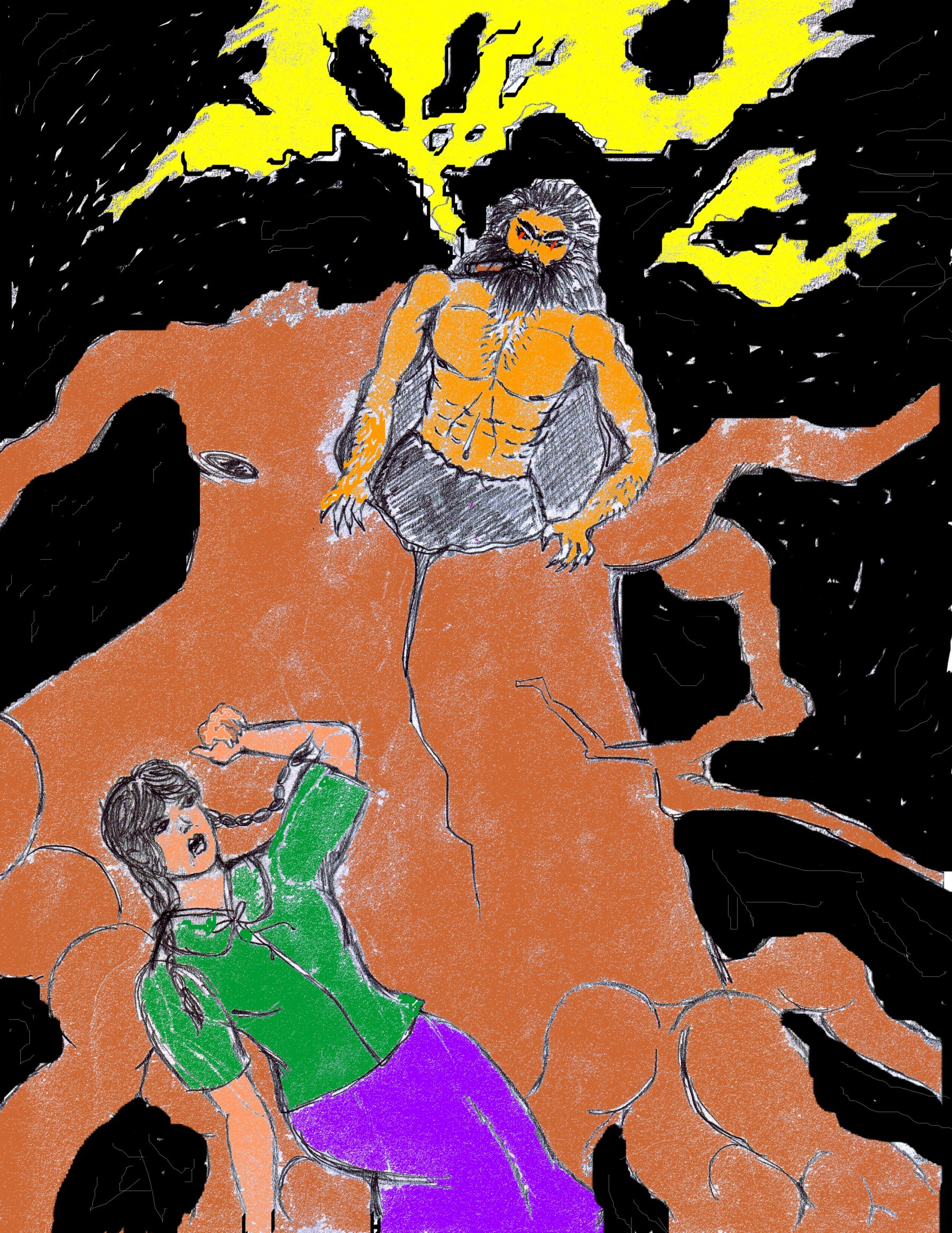
Vue d'artiste d'un kapre.

Les kapres sont des esprits des arbres vivant aux Philippines. Ils ne sont pourtant pas apparentés aux dryades, car ils n'hésitent pas à abattre des arbres pour nuire aux humains.
D'apparence masculine, ils sont longiformes et vivent nus. Ils élisent généralement domicile dans les arbres les plus hauts (mangrove, santol, balete), où ils apprécient le doux fumet d'une pipe ou d'un cigare. La nuit, ils descendent de leur arbre pour rôder. Il leur arrive d'approcher les humains, dans le but de les empêcher de pêcher.

## Variantes du nom
Les kapres sont également appelés bawas, agtas ou ungos.